# Липовское (Липоводолинский район)
Липовское (укр. Липівське) — село,
Байракский сельский совет,
Липоводолинский район,
Сумская область,
Украина.
Код КОАТУУ — 5923280403. Население по переписи 2001 года составляло 5 человек.
До Войны на месте села был хутор Тунов (Тунево) имеется в списке населеных мест Полтавской губернии за 1912 год

## Географическое положение
Село Липовское находится на правом берегу реки Липовка,
выше по течению на расстоянии в 2 км расположено село Липовка,
ниже по течению на расстоянии в 5 км расположен пгт Липовая Долина.
На расстоянии в 1,5 км расположено село Долгая Лука.
Рядом проходит автомобильная дорога Т-1913.